# Seznam belgijskih namiznih tenisačev
Seznam belgijskih namizni tenisačev.

## S
- Jean-Michel Saive
- Philippe Saive